# Acer barbatum
Acer barbatum är en kinesträdsväxtart som beskrevs av André Michaux.
Acer barbatum ingår i släktet lönnar och familjen kinesträdsväxter. Inga underarter finns listade i Catalogue of Life.